# 중국 필하모닉 오케스트라

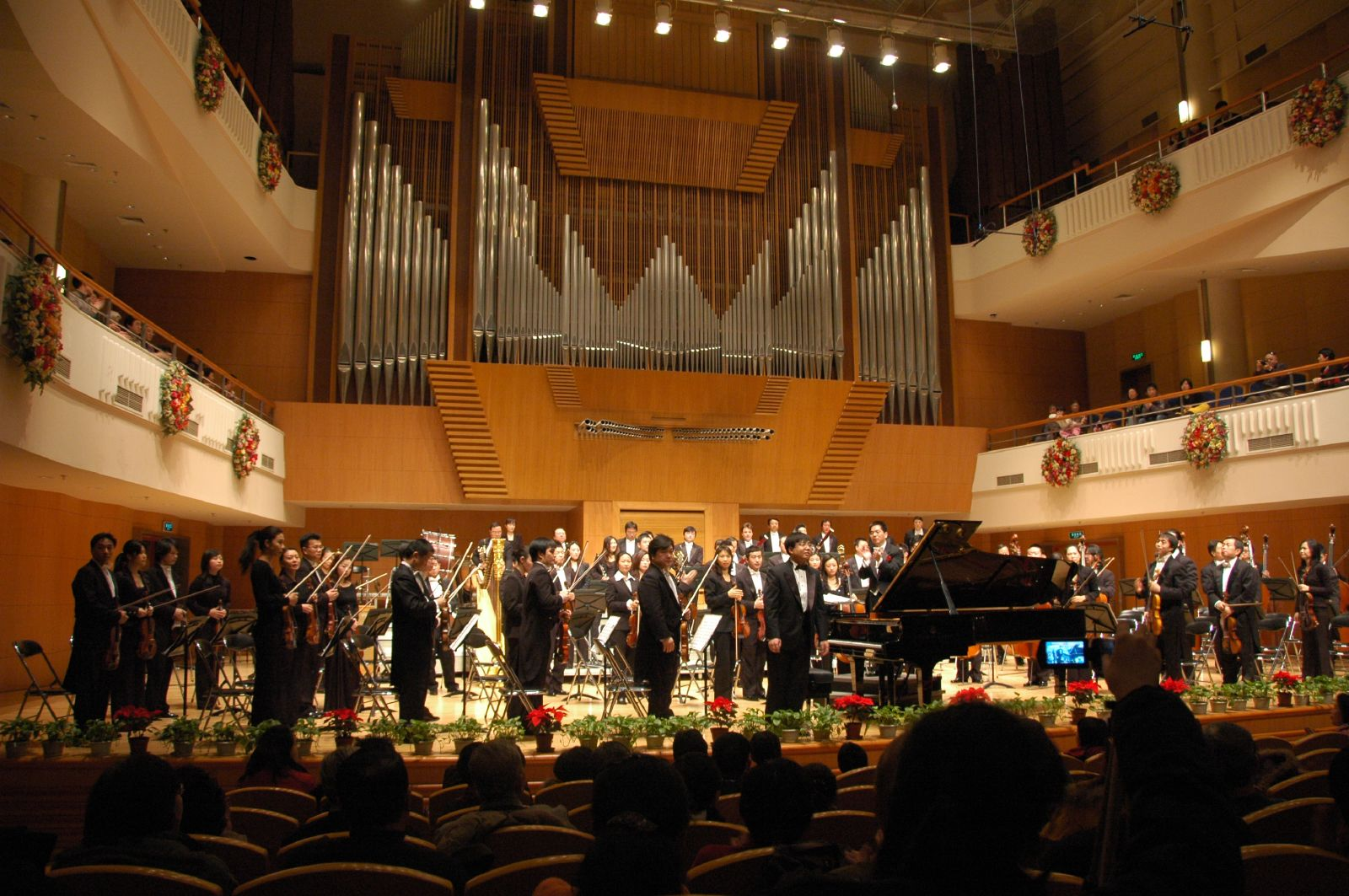

중국 필하모닉 오케스트라(중국어 정체자: 中國愛樂樂團, 간체자: 中国爱乐乐团, China Philharmonic Orchestra)는 베이징을 본거지로 하는 중국의 대표적인 관현악단이다.
악단의 기원은 1953년 창단된 방송 관현악단인 중국 광파 교향악단(中国广播交响乐团, China Broadcasting Symphony Orchestra)으로 소급할 수 있으며, 2000년 5월에 중국의 방송과 영화 매체를 통괄하는 정부 부서인 '국가광파전영전시총국' 산하의 악단으로 발전적 해체를 함과 동시에 재창단되었다. 초대 예술 감독 겸 상임 지휘자로는 유 롱이 임명되었으며, 그 해 12월에 첫 연주회를 개최했다.
첫 시즌부터 필립 글래스를 비롯한 외국 저명 작곡가들과 중국 작곡가들에게 신작을 의뢰해 공연하는 등 대내외적으로 활발한 활동을 보여 주목받았으며, 2001년에는 중화민국에서 첫 해외 공연을 개최했다. 이듬해에는 대한민국과 일본에서 공연했으며, 말러의 최대 규모 작품인 교향곡 제8번을 중국 초연해 화제가 되었다. 2005년에는 북아메리카와 유럽 7개국에서 대규모 순회 공연을 개최해 호평을 받았다.
현재 유 롱이 직책을 계속 유임하고 있으며, 독일의 대표적인 클래식 음반사인 도이체 그라모폰과 계약을 맺고 바그너의 오페라 '탄호이저' 서곡과 쇤베르크 편곡의 브람스 피아노 5중주, 중국 창작 관현악곡들을 담은 CD 두 장을 중국 로컬로 출반했다. 2006년 9월에는 피아니스트 랑랑과 피아노 협주곡 '황하'를 녹음한 CD가 발매되어 화제가 되었다.
주요 공연장으로는 보리 플라자 호텔의 부속 공연장인 보리극원과 쯔진청(자금성) 인근의 중산공원 음악당을 사용하고 있다.